# 鹿島城 (常陸国)
 鹿島城（かしまじょう）は、茨城県鹿嶋市城山1丁目にあった中世の日本の城。

## 概要
常陸平氏の鹿島政幹が平安末期に築いた城である。それ以降鹿島氏の居城となった。本丸の跡地は現在、鹿島城山公園として市民の憩いの場になっている。二の丸跡地は茨城県立鹿島高等学校・附属中学校が立地している。
築城以来、改修や拡大をつづけてきたが、特に知られるのは鹿島義幹による大改修といわれる。
かつて鹿島城の縄張りの東端は現在の鹿島神宮二の鳥居のあたりまでであったという。現在実質的な鹿島神宮の表参道である大町通りは往時の鹿島城内であり、中世においてはここで流鏑馬がおこなわれていたという。天正年間に常陸平氏の国人領主たちが佐竹氏に虐殺されたいわゆる「南方三十三館の謀殺」後に、佐竹氏は鹿島城に兵を差し向け、これを落城させた。佐竹氏は鹿島城の跡地に陣屋を築いたという（鹿島神宮文書）。徳川幕府が成立すると、佐竹氏は国替えになり、元の鹿島氏が再興した。
現在の国道51号線と茨城県道18号茨城鹿島線が交わる鹿島小学校前の交差点の付近に鹿島城の大手門があったと伝わっている。じつに国道51号線は大船津から鹿島神宮に至る道があったのでこれを圧迫する作用もあり、51号線を通す際に空堀を埋めて道路を造った。また県道18号線の鹿島城の縄張り内をとおる部分には鹿島城の堀があったという（鹿島城は二重、三重に掘があったとされる）が江戸時代にはいって「平和の時代には不要」として埋められた。

## 近年の状況

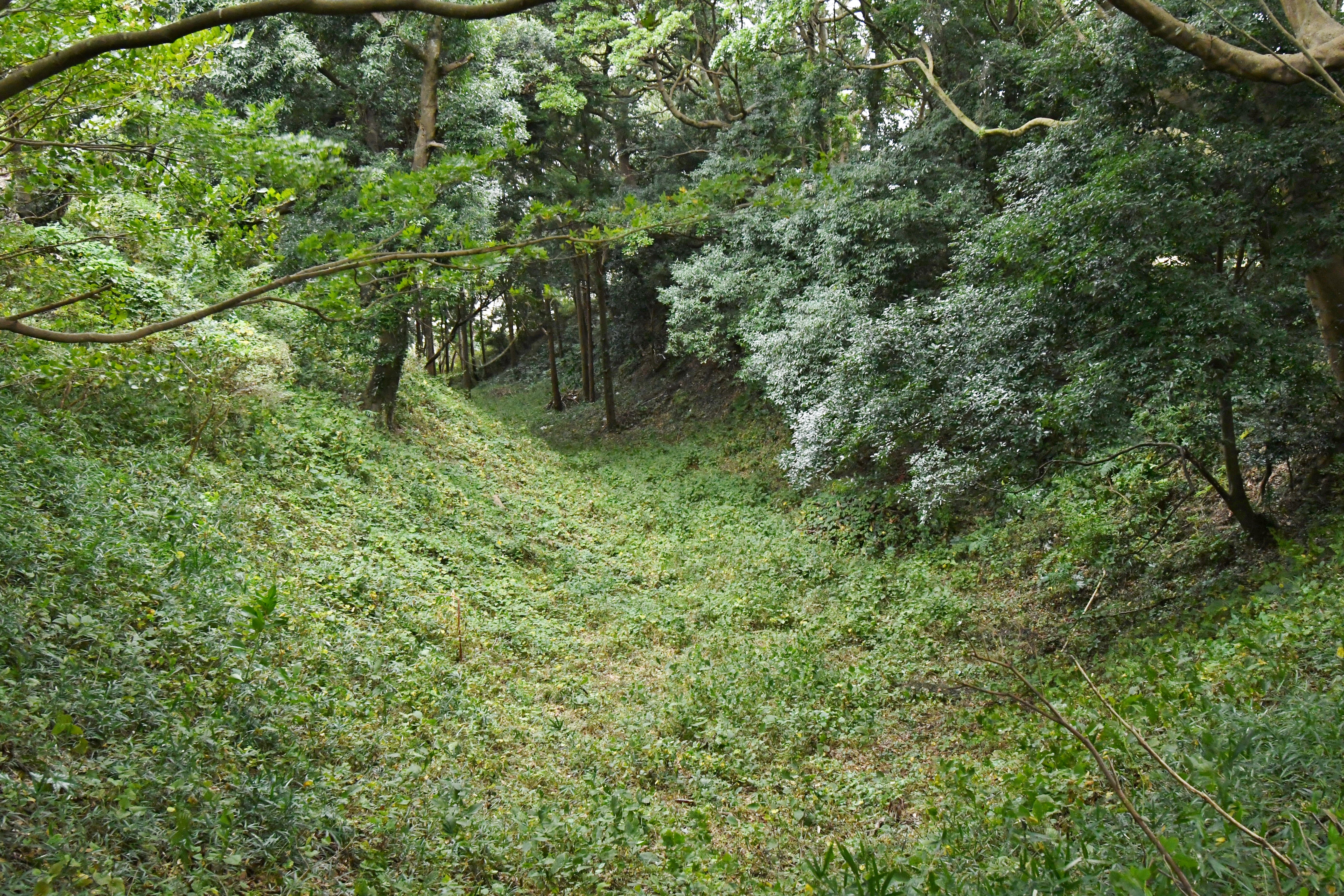
掘

現在の鹿島城は本丸跡の鹿島城山公園に若干の遺構を残すのみである。大部分の遺構は様々な事象や理由によって破壊されてしまった。

## 交通アクセス
- JR鹿島線・鹿島臨海鉄道大洗鹿島線鹿島神宮駅より徒歩10分